# Pithecops correctus
Pithecops correctus är en fjärilsart som beskrevs av Cowan 1966. Pithecops correctus ingår i släktet Pithecops och familjen juvelvingar. Inga underarter finns listade i Catalogue of Life.